# Emily Bruni
Emily Bruni (* 1975 in Exeter) ist eine britische Schauspielerin.

## Leben
Emily Bruni wurde 1975 in der Grafschaft Devon gelegenen Exeter als Tochter eines Italieners und einer Engländerin geboren. Ihre Schulausbildung erhielt sie in der Hele's School in Exeter. Sie war in ihrer Jugendzeit auch Mitglied am Devon Youth Theatre und dem Exeter Childrens Orchestra. Die Schauspielkunst erlernte sie an der renommierten Guildhall School of Music and Drama in London.
Emily Bruni stand 1999 im Londoner Barbican Theatre mit der Royal Shakespeare Company in William Shakespeares The Winter's Tale auf der Bühne. Diese Aufführung wurde in einem Fernsehfilm festgehalten. Ihr Filmdebüt gab sie 1997 in Remember Me?. Sie ist überwiegend als Darstellerin in Fernsehserien wie Holby City, Auf Wiedersehen, Pet, Believe Nothing oder Lewis – Der Oxford Krimi besetzt. 2005 spielte Emily Bruni die Zarin Katharina die Große in dem gleichnamigen britisch-französisch-deutschen Dokumentarfilm.

## Filmografie (Auswahl)

### Filme
- 1997: Remember Me?
- 2002: The Case
- 2005: Katharina die Große (Catherine the Great)
- 2010: Immer Drama um Tamara (Tamara Drewe)
- 2011: London’s Burning (Fernsehfilm)
- 2024: Dirty Angels

### Fernsehserien
- 2000: Metropolis
- 2001: Investigating Sex
- 2002: Holby City
- 2002: Relic Hunter – Die Schatzjägerin (Relic Hunter, 1 Folge)
- 2002: Auf Wiedersehen, Pet
- 2002: Believe Nothing
- 2003: Serious and Organized
- 2004: Agatha Christie’s Marple (1 Folge)
- 2008: Dalziel and Pascoe
- 2008: Lewis – Der Oxford Krimi (Lewis, 1 Folge)
- 2009: Personal Affairs
- 2009–2012: Peep Show (4 Folgen)
- 2012: Casualty (1 Folge)
- 2012: Kommissar Wallander: Vor dem Frost
- 2013: Toast of London (1 Folge)
- 2013: Dates (1 Folge)
- 2015: Life in Squares
- 2020: Soulmates